# 1996-os Formula–1 portugál nagydíj
A portugál nagydíj volt az 1996-os Formula–1 világbajnokság tizenötödik futama.

## Futam
| Helyezés | #  | Versenyző             | Csapat/Motor       | Futott körök | Idő/Kiesés oka | Rajthely | Pontszám |
| -------- | -- | --------------------- | ------------------ | ------------ | -------------- | -------- | -------- |
| 1        | 6  | Jacques Villeneuve    | Williams-Renault   | 70           | 1:40:22,915    | 2        | 10       |
| 2        | 5  | Damon Hill            | Williams-Renault   | 70           | + 19,966       | 1        | 6        |
| 3        | 1  | Michael Schumacher    | Ferrari            | 70           | + 53,765       | 4        | 4        |
| 4        | 3  | Jean Alesi            | Benetton-Renault   | 70           | + 55,109       | 3        | 3        |
| 5        | 2  | Eddie Irvine          | Ferrari            | 70           | + 87,389       | 6        | 2        |
| 6        | 4  | Gerhard Berger        | Benetton-Renault   | 70           | + 93,141       | 5        | 1        |
| 7        | 15 | Heinz-Harald Frentzen | Sauber-Ford        | 69           | + 1 kör        | 11       |          |
| 8        | 14 | Johnny Herbert        | Sauber-Ford        | 69           | + 1 kör        | 12       |          |
| 9        | 12 | Martin Brundle        | Jordan-Peugeot     | 69           | + 1 kör        | 10       |          |
| 10       | 9  | Olivier Panis         | Ligier-Mugen-Honda | 69           | + 1 kör        | 15       |          |
| 11       | 19 | Mika Salo             | Tyrrell-Yamaha     | 69           | + 1 kör        | 13       |          |
| 12       | 18 | Katajama Ukjó         | Tyrrell-Yamaha     | 68           | + 2 kör        | 14       |          |
| 13       | 8  | David Coulthard       | McLaren-Mercedes   | 68           | + 2 kör        | 8        |          |
| 14       | 16 | Ricardo Rosset        | Footwork-Hart      | 67           | + 3 kör        | 17       |          |
| 15       | 21 | Giovanni Lavaggi      | Minardi-Ford       | 65           | + 5 kör        | 20       |          |
| 16       | 20 | Pedro Lamy            | Minardi-Ford       | 65           | + 5 kör        | 19       |          |
| Kiesett  | 7  | Mika Häkkinen         | McLaren-Mercedes   | 52           | Ütközés        | 7        |          |
| Kiesett  | 17 | Jos Verstappen        | Footwork-Hart      | 47           | Motorhiba      | 16       |          |
| Kiesett  | 10 | Pedro Diniz           | Ligier-Mugen-Honda | 46           | Ütközés        | 18       |          |
| Kiesett  | 11 | Rubens Barrichello    | Jordan-Peugeot     | 41           | Kicsúszás      | 9        |          |

## A világbajnokság élmezőnyének állása a verseny után
| H  | Versenyzők         | Pont | H  | Konstruktőrök    | Pont |
| -- | ------------------ | ---- | -- | ---------------- | ---- |
| 1. | Damon Hill         | 87   | 1. | Williams-Renault | 165  |
| 2. | Jacques Villeneuve | 78   | 2. | Benetton-Renault | 65   |
| 3. | Michael Schumacher | 53   | 3. | Ferrari          | 64   |
| 4. | Jean Alesi         | 47   | 4. | McLaren-Mercedes | 45   |
| 5. | Mika Häkkinen      | 27   | 5. | Jordan-Peugeot   | 20   |

## Statisztikák
Vezető helyen:
- Damon Hill: 42 (1-17 / 22-33 / 36-48)
- Jean Alesi: 4 (18-21)
- Jacques Villeneuve: 24 (34-35 / 49-70)

Jacques Villeneuve 4. győzelme, 5. leggyorsabb köre, Damon Hill 20. pole-pozíciója.
- Williams 94. győzelme.